# Stanislav Lenič

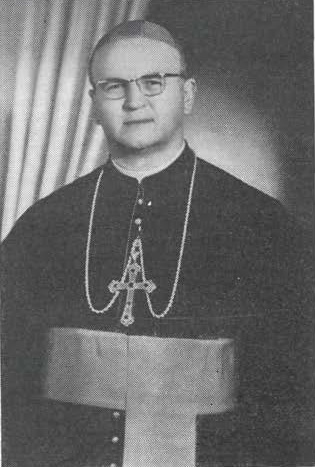
Stanislav Lenic (1969)

Stanislav Lenič (* 6. November 1911 in Župeča vas, Brežice; † 4. Januar 1991 in Ljubljana) war römisch-katholischer Weihbischof in Ljubljana.

## Leben
Lenič empfing am 4. Juli 1937 die Priesterweihe.
Am 29. November 1967 wurde er zum Weihbischof in Ljubljana und Titularbischof von Vazi-Sarra ernannt. Die Bischofsweihe spendete ihm am 14. Januar 1968 Erzbischof Mario Cagna, Mitkonsekratoren waren Jože Pogačnik, Erzbischof von Ljubljana, und Maksimilijan Držecnik, Bischof von Maribor. Am 5. November 1988 wurde er emeritiert.
Lenič starb am 4. Januar 1991 im Alter von 79 Jahren in Ljubljana.